# Nate Myles
Pour les articles homonymes, voir Myles.

a Compétitions nationales et continentales officielles uniquement.

b Matchs officiels uniquement.
Nate Myles, né le 24 juin 1985 à Cairns, est un joueur de rugby à XIII australien évoluant au poste de deuxième ligne ou pilier dans les années 2000 et 2010.
Il fait ses débuts professionnels aux Canterbury-Bankstown Bulldogs en 2005 où rapidement il s'impose comme titulaire et participe en 2006 au State of Origin. En 2007, il rejoint les Sydney Roosters, il est pré-sélectionné pour disputer la coupe du monde 2008 mais n'est finalement pas retenu. En 2009, il est suspendu six matchs en NRL en raison de ses problèmes d'alcool. En 2010, il dispute ses premiers matchs en équipe d'Australie pour le compte du tournoi des Quatre Nations 2010, perdu en finale contre la Nouvelle-Zélande.
Il s'est marié avec Tessa James le 23 décembre 2011,.

## Palmarès
- Collectif :
  - Vainqueur du State of Origin : 2006, 2007, 2008, 2009 et 2010 (Queensland).
  - Finaliste du tournoi des Quatre Nations : 2010 (Australie).
  - Finaliste de la National Rugby League : 2010 (Sydney Roosters).

- Individuel :
  - Meilleur joueur du State of Origin : 2012 (Queensland).